# 東日本大震災のイベント等への影響
東日本大震災のイベント等への影響（ひがしにほんだいしんさいのイベントとうへのえいきょう）では、東日本大震災によって生じたイベント等の中止、延期、その他の影響について記す。
スポーツ界への影響については「東日本大震災によるスポーツへの影響」を参照
統一地方選挙などの地方選挙への影響については「第17回統一地方選挙」を参照
震災後の自粛ムードについては「東日本大震災関連の犯罪・問題行為#過度の自粛」を参照

## 日本政府・皇室
宮内庁は3月14日、例年4月に天皇、皇后主催で開催する「春の園遊会」中止を発表した。
また3月18日にはイギリスのウィリアム王子（ケンブリッジ公）とキャサリン妃の結婚式（4月29日）に招待されていた皇太子、皇太子妃が出席を取り止めることが発表された。代理として林景一駐英大使が出席した。
震災発生直後の教育機関における卒業式、平成23年度中央省庁新規採用職員の入省式や学校などの入校（入学）式においては被災者・被災地の心情を考慮した処置（会場内における「祝」の文字及び紅白幕の不使用、部内外来賓の大幅縮小や祝賀ムードのイベント（会食など）の中止）がとられた。また、震災発生から1ヶ月間、各官公庁では半旗が掲げられ、震災発生時刻からちょうど1ヶ月にあたる2011年4月11日及び一周忌となる2012年3月11日14時46分（日本時間）には、追悼の意を込めて全国で1分間の黙祷が実施された。
日本政府は3月24日、平成23年度春の褒章並びに叙勲、危険業務従事者叙勲などの発令を延期することを発表した（6月18日付で発令）。

## 学会
日本医学会総会は、予定していた学術講演、学術展示、博覧会を中止し、主な学術講演と展示については、インターネットでの発表を行うこととした。
この他、日本循環器学会総会・学術集会、日本薬理学会年会、日本化学会春季年会、日本薬学会第131年会、日本物理学会 などが中止を、日本産科婦人科学会学術講演会、日本有病者歯科医療学会、日本顕微鏡歯科学会、日本小児科学会学術集会、日本口腔衛生学会総会、日本摂食・嚥下リハビリテーション学会学術大会、日本顎口腔機能学会学術大会、日本小児歯科学会大会 などが延期を、日本脳卒中学会総会 などが当面見合わせを、日本医学物理学会学術大会、日本放射線技術学会総会学術大会 などが、誌上もしくはWeb上での開催を決めた。

## 教育関連
震災の影響で幼稚園から大学まで数多くの学校・教育機関に支障が発生しており、式典、試験、授業などの事柄が取り止め、もしくは延期になるなどといった措置が執られている。被災地域では年度末の卒業式についても中止もしくは延期になるなど影響が出ている。
石巻専修大学、名古屋造形大学、聖学院大学などのように、震災により入学試験を受けられなかった者の救援を理由として、臨時の入学試験を実施した教育機関もある。
2011年3月13日実施予定であった国際コミュニケーション英語能力テスト（略称「TOEIC」）第161回については、試験会場の確保ができなくなったことなどにより、日本の277箇所のすべての会場で約16万人が受検予定であった試験の中止をすることとした。
津波で施設が流された南気仙沼幼児園 などのように、経営を断念して廃園となるケースも見られた。

## 将棋・囲碁
プロ将棋界では、地震発生当日に将棋会館（東京都渋谷区千駄ヶ谷）で順位戦B級1組リーグの最終局が行われ、その中には、「勝った方が初のA級昇級」という珍しい直接対決があった（屋敷伸之九段対松尾歩七段）。本震の後、一同が将棋会館の外に一時避難したが、18:00に対局を再開し、余震が続く中での勝負が行われた。結果は屋敷（20年前に18歳で最年少タイトル記録を樹立）の勝ち。
その一方、半年毎に四段（プロ）昇格者2名を決める新進棋士奨励会（奨励会）の三段リーグの最終戦は、3月12日から3月23日に延期された。
また、NHK教育テレビで毎年準決勝と決勝が放送されることで知られる小学生将棋名人戦（過去の優勝者に羽生善治、渡辺明ら）の東日本大会は、3月20日・21日に行われる予定であったが、これは約4か月後の7月17日・18日に延期された。
プロ囲碁界では、地震発生当日に日本棋院会館（東京都千代田区）で、謝依旻の女流タイトル通算11期の新記録がかかるシリーズ（第23期女流名人戦三番勝負・謝女流名人対向井千瑛四段）の第2局が行われていたが、屋外に避難後、打ちかけとして3月15日に対局再開することが決まり、1日制の対局では異例の封じ手が行われた。そして、対局再開日は3月15日から3月23日に再延期された。なお、謝はこの第2局と次の第3局を連勝する逆転で、記録を達成している。山梨県甲府市の常磐ホテルでは張栩に井山裕太が挑戦する第35期棋聖戦の第6局が行われていたが、地震により8分の一時中断後打ち切り、張栩が1目半勝で防衛に成功した。。

## 各種イベント

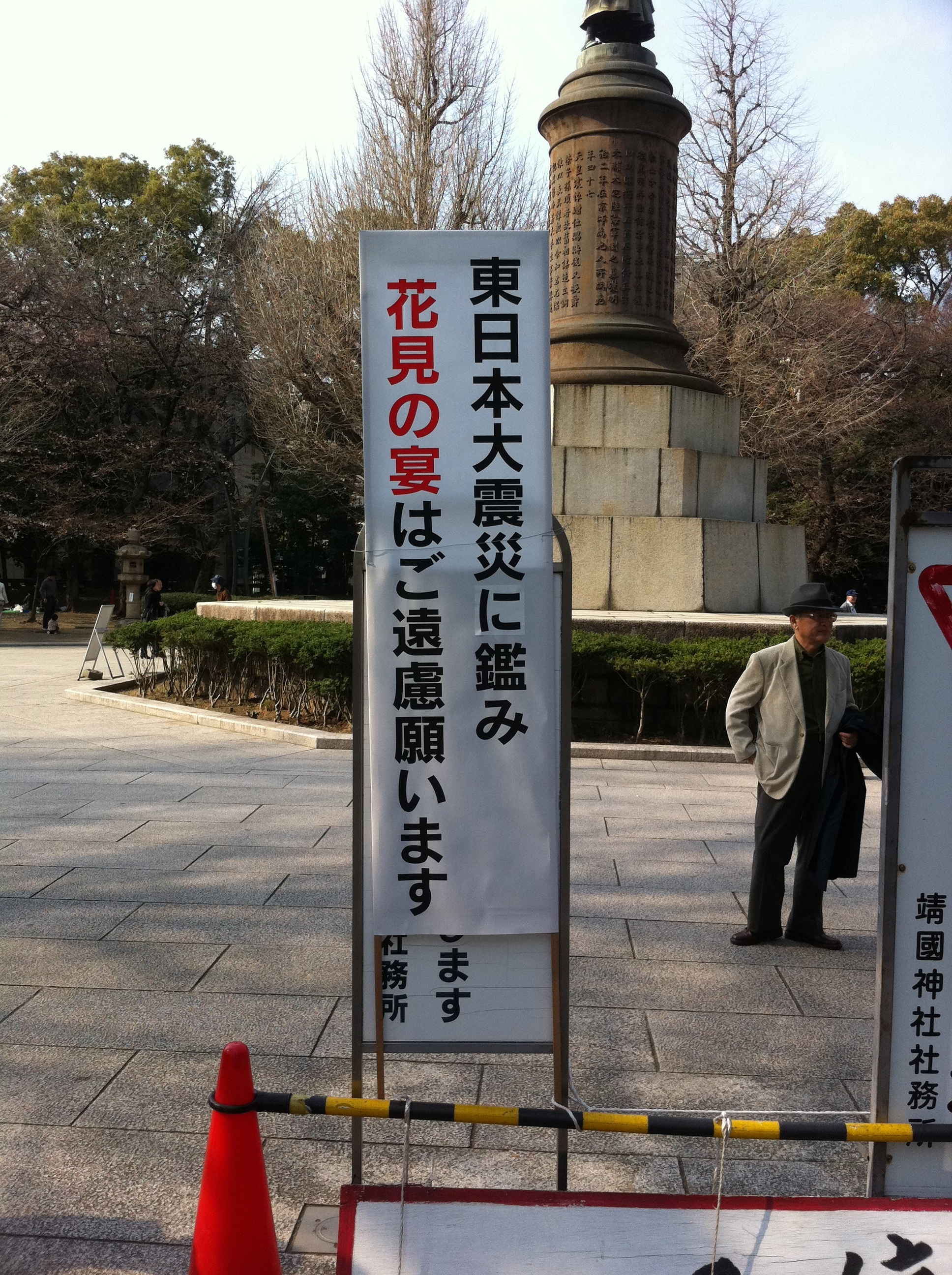
靖国神社での花見の自粛を呼びかける看板（東京都、2011年4月2日）

各種のイベント関連において、九段会館が天井崩落事故で死傷者を出した影響 で使用不能 になったほか、各地で開催中止が相次いだ。
みやぎ産業交流センター（夢メッセみやぎ）は震災当時「グルメコロシアム」が開催されていたが、大津波により甚大な被害を受けたため、使用不能となった。この結果、以降のイベントが全て中止される結果となった。
地震発生翌日の3月12日に全線開通した九州新幹線（鹿児島ルート・博多駅 - 新八代駅 - 鹿児島中央駅）は、始発1番列車の出発式典及び各駅の記念イベントは、被災者の心情に配慮してすべて中止となった。なお、九州新幹線全線開業から100日後にあたる6月19日に「百日祝」として改めて実施された。
3月12日の札幌駅前通地下歩行空間開通に伴う祝賀行事も中止された。
3月13日に足利IC周辺で予定されていた足利市制90周年・北関東自動車道全線開通記念イベント「北関開通 足利フェスタ」は、マラソンや各種イベントが全て中止となった。
3月14日に開館した東海旅客鉄道（JR東海）の博物館「リニア・鉄道館」では、予定されていたくす玉割りなどのセレモニーを中止し、犠牲者への黙祷が捧げられた。
3月17日開業のイオンモール甲府昭和 や翌3月18日開業のイオンモール大牟田でも開業イベントが中止となった。。
恩賜上野動物園は震災と計画停電の影響で3月17日から臨時休園し、3月22日からの予定だったジャイアントパンダの一般公開は、4月1日からに延期。4月10日まで、被災者・福島第一原子力発電所事故による避難者は入場無料となった。
晴海客船ターミナルが大きな被害を受けたことから、コスプレイベントの中止が相次いだ。
東京国際フォーラムでは一部ホールの不具合により「アースデー・コンサート2011」（4月22日）など5月までの一部公演やイベントが延期・休止された。東京ビッグサイトでも同様の被害が出た。
このような会場自体が被害を受けたケースだけではなく、来場者の安全配慮・東京電力管内での計画停電の影響・節電への協力などを考慮し、多くのイベントが開催時間変更・延期・中止を発表した。
中には、1つのイベントの中止や延期に影響され、他のイベントが連鎖的に中止・延期されたケースも少なくない。例えば、隅田川花火大会が8月27日に延期されたことを受けて、周辺で開催予定の浅草サンバカーニバルが中止になった。他にも、千葉県内で8月6日に開催予定だった市川市の花火大会中止を受けて、中止になった花火大会の客が他の大会に流れることが予想され、警備上困難などの理由で、千葉県内では千葉市、松戸市、手賀沼（柏市・我孫子市）、船橋市、佐倉市、袖ケ浦市、木更津市などの花火大会が中止・延期になり、千葉県内の主だった花火大会は全て影響を受けた。
下記に該当するイベントを記載する（カッコ内は本来の開催予定日・会場）。

### 中止の例
- 東京ドーム・ニクーリンサーカス（3月11日以降の全公演、東京ドームシティホール）[43]
- Mr.Children Tour 2011 "SENSE"（3月12日 - 3月27日）
- eb!フェス2011〜10周年感謝祭〜（3月12日 - 13日・秋葉原UDX）[44]
- とちテレアニメフェスタ（3月13日・栃木県宇都宮市 オリオンフェスタ）
- やまなし映画祭（3月18日 - 3月20日、3月28日・甲宝シネマなど）[45]
- エフエム栃木「NTTドコモ Presents haruberrylive2011」（3月19日・HEAVEN'S ROCK宇都宮）[46]
- ロックの学園 2011（3月19日 - 21日・旧神奈川県立三崎高等学校）[47]
- 北陸元気まつり 2011（3月19日 - 21日、石川県産業展示館）[48]
- HARU COMIC CITY16（3月20日・東京ビッグサイト）[49]
- 全国民放FM52局&KDDI present MEET THE MUSIC 11! with Superfly（3月20日・沖縄県那覇市沖縄ナムラホール）[50]。
- 第7回日本橋ストリートフェスタ2011（3月21日、大阪府大阪市日本橋でんでんタウン）[51]
- ガタケット114（3月21日、新潟市産業振興センター）[52]
- 東京国際アニメフェア2011（3月26日 - 27日・東京ビッグサイト）[53]
- アニメ コンテンツ エキスポ（3月26日 - 27日・幕張メッセ）[54]
- 春の花火と千本桜まつり（3月27日、東京都足立区、舎人公園）
- ポケモンワールドチャンピオンシップス2011 日本代表決定大会（4月以降・日本各地）[55]
- イリコ祭り（4月1日 - 3日・韓国釜山広域市機張郡）[56]
- 静岡まつり（4月1日 - 3日・静岡県静岡市）[57]
- チバテレアニメカーニバル（4月3日・千葉県文化会館）[58]
- 東武東上線森林公園ファミリーイベント2011（4月3日・森林公園検修区）[59] - 11月23日の秋開催を一般向けイベントに変更した。
- 全日本チンドンコンクール（4月8日 - 10日・富山県富山市）[60]
- 信玄公祭り（4月9日・山梨県甲府市）[61]
- 古川祭（4月19日 - 4月20日・岐阜県飛騨市）[62]
- 川中島合戦戦国絵巻（4月21日・山梨県笛吹市）[63]
- 飛騨神岡祭（4月23日・岐阜県飛騨市）[62]
- エアーメモリアルinかのや2011（4月29日 - 30日・海上自衛隊鹿屋航空基地）[64]
- 大岡越前祭（4月30日 - 5月1日・神奈川県茅ヶ崎市）[65]
- 浜松まつり（5月3日 - 5日・静岡県浜松市）[66]
- 世界の凧の祭典（5月3日 - 4日・石川県河北郡内灘町）[67][68]
- AOMORI春フェスティバル-5月4日・[69]（青森県青森市）
- フレンドシップデー2011（5月5日・アメリカ海兵隊岩国航空基地）[70]
- 平成23年度静浜基地航空祭（5月15日・航空自衛隊静浜基地）[71]
- 例大祭（三社祭）齋行（5月20日 - 22日・浅草神社）[72] - 神事は通常通り開催。
- フェラーリ・フェスティバル2011（6月19日・三重県鈴鹿市）[73]
- TEAM NACS 15th project「5D-FIVE DIMENSIONS-」 戸次重幸公演「totsugi式」（6月22日、23日・仙台イズミティ21）[74]
- 御潜神事（7月1日・三重県鳥羽市）[75]
- 鎌倉花火大会（7月25日・神奈川県鎌倉市）[76]
- 船橋港親水公園花火大会（7月28日・千葉県船橋市）[77]
- 全国選抜長良川中日花火大会（7月30日・岐阜県岐阜市長良川河畔）[78]
- 岐阜新聞大垣花火大会（7月30日・岐阜県大垣市）[79]
- おまえ達との道〜FMB Debut 5th Anniv. in TOKYO DOME〜（7月30日・東京ドーム）[80]
- 長良川全国花火大会（8月6日・岐阜県岐阜市長良橋 - 金華橋間）[79]
- 手賀沼花火大会（8月6日・千葉県柏市・我孫子市の手賀沼周辺）[81]

2012年も、柏市・我孫子市では震災に伴う放射性物質の飛散が多いことから、放射性物質対策との予算の兼ね合いで中止が決定された。2013年には花火大会自体が「柏・我孫子花火大会in手賀沼」としてリニューアルされて3年ぶりに開催、2014年からふたたび手賀沼花火大会として再開。
- 市川市民納涼花火大会（8月6日・千葉県市川市）[82]
- 江戸川区花火大会（8月6日・東京都江戸川区）[83]
- 千葉市民花火大会（8月6日・千葉県千葉市中央区）[84]
- 佐倉市民花火大会（8月6日・千葉県佐倉市）[85]
- 袖ケ浦市民ふれあい夏まつり花火大会（8月6日・千葉県袖ケ浦市）[86] - 尚、花火大会以外の市民ふれあい夏まつりイベントは開催。
- サザンビーチちがさき花火大会（8月第1土曜日・神奈川県茅ヶ崎市）[87]
- 加古川まつり花火大会（8月6日若しくは8月7日・兵庫県加古川市）[88] - 尚、花火大会以外の加古川まつりイベントは開催予定。
- 東京湾大華火祭（8月13日・東京都中央区）[89][90]
- 世田谷区たまがわ花火大会（8月中旬・多摩川河川敷） - 川崎市主催分は10月1日に開催予定。
- 木更津港まつり花火大会（8月14日・千葉県木更津市）[86] - 尚、8月13日のやっさいもっさいは時間変更の上開催（後述）
- 平和都市宣言記念事業「花火の祭典」（8月15日・東京都大田区）
- 浅草サンバカーニバル（8月27日・東京都台東区）[91]
- 藤沢江ノ島花火大会（夏・神奈川県藤沢市）[92]

### 延期の例
- ネオロマンス・フェスタ 遙か祭2011〜桜花恋模様〜（3月12日 - 13日・パシフィコ横浜）[93] - いったん中止となったが、10月29日 - 10月30日に日程を変更して開催された。
- 第8回博麗神社例大祭（3月13日・東京ビッグサイト）[94] - 当イベントは5月8日に延期し、開催された。
- 遊☆戯☆王5D's WORLD CHAMPIONSHIP 2011 OVER THE NEXUS世界大会国内予選（3月19日 - 5月11日・ニンテンドーWi-Fiコネクション内）[95] - 当イベントは4月29日から5月30日の日程に延期し開催。
- モンスターハンターフェスタ'11（3月13日 - 5月22日・全国6都市） - いったんは中止になるものの[96]、被災地である仙台を除く全国5都市で7月16日以降に開催[97]。被災地である仙台も開催内容を変更して11月13日に開催[98]。
- 日本橋架橋百年祭（4月2日・3日、東京都中央区[99]） - 一旦は中止を決めるも、10月29日・30日に延期開催した[100]。
- JRおおみや鉄道ふれあいフェア2011（5月28日・東日本旅客鉄道大宮総合車両センター） - 10月15日に延期
- 第33回足立の花火（7月28日、東京都足立区） - 10月8日に延期、「あだち区民まつり A-festa」との同時開催[101]。
- 第34回隅田川花火大会（7月30日、東京都墨田区、台東区） - 8月27日に延期[102]。この結果、浅草サンバカーニバルが中止する事態に。
- 松戸花火大会（8月6日、千葉県松戸市） - 8月27日に延期[103]
- 富岡八幡宮例大祭（8月13日・14日東京都江東区） - 2012年8月11日・12日に延期
- プーシキン美術館展 フランス絵画300年（4月 - 12月・横浜美術館、愛知県美術館、神戸市立博物館）[104]
  - 愛知県美術館では2013年4月26日 - 6月23日まで
  - 横浜美術館では2013年7月6日 - 9月16日まで
  - 神戸市立博物館では2013年9月28日 - 12月8日まで

### 開催時間変更の例
いずれも、節電に配慮し夜間の開催などを極力減らしたものである。
- 柏まつり（7月23日・24日、千葉県柏市） - 通常は14:00 - 21:00であるが、13:00 - 19:00に変更。[105]
2012年以降も節電に配慮する形で、通常の開催時刻を13:00 - 20:00に変更した。
- やっさいもっさい（8月14日、千葉県木更津市） - 通常は18:00 - 20:30であるが、8月13日の17:30 - 20:00に変更[106]。前述のとおり、翌日の花火大会は中止。
- 南越谷阿波踊り（8月20日・21日、埼玉県越谷市） - 通常開催される前夜祭（19日予定）および昼間（14:00 - 16:00頃）の舞台踊り（越谷サンシティホール）を中止[107]
- 東京高円寺阿波おどり（8月27日・28日、東京都杉並区） - 通常は18:00 - 21:00であるが、15:00 - 18:00に変更[108]
2012年以降も節電に配慮する形で、通常の開催時刻を17:00 - 20:00に変更した。
- 関東地方の七夕祭りにおける、節電を目的としたライトアップ自粛
  - 湘南ひらつか七夕まつり（毎年7月上旬の4日間、神奈川県平塚市） - 通常4日間の開催を3日間に短縮し、全イベントを19:00で終了
  - 茂原七夕まつり（7月22日 - 24日、千葉県茂原市） - 全イベントを19:00で終了

## テレビ番組
震災が発生してからしばらくの間は、予定されていた番組から急遽災害の情報を伝える臨時ニュースへと変更している。震災が発生しなかったならば存在しなかったであろう震災関連の番組製作や、従来の番組に特設のコーナーを設けたり震災に言及するなどの内容が放送されている。
レギュラー放送の番組・放送枠では番組改編（最終回や4月期の新番組開始）を延期したケースも多い。また、後述するように番組内容やタイトルの差し替え・放送休止なども行われている。

### 放送休止・差し替えの特殊なケース

#### バラエティ番組
- 『フジテレビ 人気番組名場面全て見せます! 第16回がんばった大賞』（フジテレビ）
3月14日の放送を予定していたが取り止めた。当番組は生放送の予定だったため代替も行われなかった。ただし9月24日放送分を第16回として放送した。
- 『脱出ゲームDERO!』（日本テレビ・アトラクション系バラエティ番組）
放送内容が不適切なことから打ち切り。7月6日からタイトルを『宝探しアドベンチャー 謎解きバトルTORE!』に変更して再スタート。
- 『爆問パニックフェイス!』（TBS）
タイトルを『爆問パワフルフェイス!』へ変更。パニックフェイスとしては特別番組で名称を再開。
- 『クイズ!ヘキサゴン クイズパレード』（フジテレビ）
- 『とんねるずのみなさんのおかげでした』（フジテレビ）の1コーナー「全落オープン」
この番組をはじめとする水を使った罰ゲーム（主に水被り）の自粛。
- 『そうだったのか!学べるニュース』（テレビ朝日）
震災緊急特番によるリニューアル延期。
- 『ナニコレ珍百景』（テレビ朝日）
- 『着信御礼!ケータイ大喜利』（NHK総合テレビ）など
視聴者参加型番組の一時休止。
- 『週刊AKB』（テレビ東京）
震災当日・3月11日の放送が休止されたほか、前週に前編が放送された「AKB48危機一髪ドッキリ女学園」後編の放送を4月8日に、罰ゲームの放送を4月15日にそれぞれ延期。ドッキリや爆発などの演出が震災直後の社会状況にふさわしくないことや、ロケーション撮影が行われた旧埼玉県立騎西高等学校が福島県双葉町の集団避難所となったことに配慮したもの。
3月18日の放送も休止。
3月25日・4月1日の放送はトークを中心とした企画に差し替えられた。
- 『ピラメキーノG』（テレビ東京）
この日最終回を予定していたが 震災当日・3月11日の放送が休止になり、事実上「ピラメキーノG」は終了となった[注釈 2]。
このため、同時ネットのびわ湖放送・奈良テレビでの「ピラメキーノ」はそのまま終了することになった。
- 『バラエティ7』（テレビ東京）
『板尾ロマン』は3月12日に放送予定だった「開かずの間でお笑いの事だけ考えろ!」最終週の放送は休止となった。当該回は振替放送を実施せず、「開かずの間-」の放送は3週目である3月5日をもって打ち切ったため未完結となったが、当該回は6月発売のDVDに収録された。
『ゴッドタン』も3月16日の放送は「DVD発売記念 マジ歌ランキング」前編を放送予定だったが、『イラっとくる韓国語講座』の再放送に差し替えられた。そのため「DVD発売記念 マジ歌ランキング」の放送は、2週放送の予定が3月23日放送のみの放送となった。
- 『ベストヒット歌謡祭』（読売テレビ）
東日本大震災犠牲者や被災者に配慮したこと、音楽業界が例年と違う動きとなったことを理由に、1968年の『全日本有線放送大賞』開始以来続けてきた賞取りレースを休止して、『ベストアーティスト2011』同様、公開コンサート形式での放送に変更された。それ以降は賞取りレース形式を事実上廃止し公開コンサート形式で放送されている。

#### アニメ番組
下記以外にも『ニチアサキッズタイム』（テレビ朝日）などのように震災に伴う報道特番で休止となったアニメ作品は多い。休止となった番組・放送枠では震災以降の放送や新番組開始を1週ずつ繰り下げたり、別の時間帯に振り替えて対処している。
- 『ポケットモンスター ベストウイッシュ』（テレビ東京）
3月17日・24日にそれぞれ放送予定だった「ロケット団VSプラズマ団」の放送（前後編）が中止となり、加えて4月7日に放送予定だった内容も放送が見送られ[注釈 3]、以降の分を繰り上げて放送。「ロケット団VSプラズマ団」はソフト化されず、日の目を見なかった。
なお、地震・計画停電の影響で番組を観られなかった視聴者への配慮から3月17日・24日の放送分（当初予定でそれぞれ25話・27話にあたるエピソード）が『ポケモンスマッシュ!』のTXN放送分にて特別に再放送された[109]。
- 『ソウルイーター リピートショー』（テレビ東京、再放送）
3月17日・24日の放送分（第23話・第24話）が別エピソード（第17話・第32話）の再々放送に変更された。
- 『べるぜバブ』（読売テレビ）
3月20日放送分が『夢色パティシエール』第2話の再放送に差し替えられた。
また、オープニングとエンディングの一部カットも変更されている。
- 『ドラゴンボール改』（フジテレビ）
後番組『トリコ』の開始が繰り下げられなかったため、最終回（第98話）が未放送のまま終了となった。
放送されなかった第98話はDVD「人造人間・セル編」の最終巻に番外編として収録されている。
- 『スイートプリキュア♪』（朝日放送）
2011年3月13日放送分が休止となり、次作の『スマイルプリキュア!』の放送開始日が繰り下がらなかったことから、全49話予定が全48話に削減された。
- 『魔法少女まどか☆マギカ』（毎日放送）
レギュラー放送を中途で打ち切り。未放送分は4月下旬に各局で一挙放送されている。
- 『電波女と青春男』（TBS）
全13話構成の予定が全12話構成に変更され、本来テレビ放映する予定だった第13話が映像メディア特典という形での公開になった[110]。
- 『テレパシー少女蘭』（NHK教育、再放送）
震災報道と内容面での配慮からラスト3話（第24話 - 第26話）を残して放送が打ち切られた[111]。
第25話の放送予定日であった3月21日は『ザ・ペンギンズ』傑作選へ差し替えられ、翌週28日からは『獣の奏者 エリン』の再放送を繰り上げて対応している。
- 『スーパーロボット大戦OG -ジ・インスペクター-』（UHFアニメ）
3月13日放送分の第23話がテレビ愛知・テレビ神奈川では放送中止となり、翌週放送された。
- 『お兄ちゃんのことなんかぜんぜん好きじゃないんだからねっ!!』（UHFアニメ）
第10話がtvk以外の放送局での放送とネット配信を「権利元からの要請」により休止（詳細記事）。Blu-ray・DVDには通常通り収録。
- 『放浪息子』
オンエアの第10話が第10+11話の再編集版となり、第10話と第11話はDVDに収録された。
- 一部カットの差し替え
  - 『ONE PIECE』 - 遅れネットの地域では放送内容が変更された局もある。
  - 『とある魔術の禁書目録II』
  - 『ドラゴンクライシス!』 - 第10話の水を使うシーンをカット。
  - 『フラクタル』（ノイタミナ枠） - 第9話
  - 『そふてにっ』 - 第3話洪水シーンを差し替え。
  - 『Dororonえん魔くん メ〜ラめら』 - 第3話の渦潮シーンを便器に差し替え
  - 『東京マグニチュード8.0』（アニマックス再放映分[112]） - 当初2月からGW期間前半までの1クール放送を予定していた。しかし、3月第2週の放送を終えてから3日足らずして震災が発生したため中止、当該枠は別番組に放送差し替え。
- 『COPPELION』
2010年秋にテレビアニメーション化発表後[113]、2011年3月に第一弾PVが公開予定であったが、一旦企画が停止し、2013年7月に改めて「再始動」と銘打たれ続報が出された[114]。これは、作品が原子力発電所の大事故で死の街となった東京が舞台であることが要因と思われる。

#### ドラマ
アニメ作品と同様、震災に伴う報道特番で休止となった多くのドラマ作品が震災以降の放送や新番組開始を1週ずつ繰り下げたり別の時間帯に振り替えて対処している。
- 『ヘブンズ・フラワー The Legend of ARCANA』（TBS）
3月11日深夜放送分のEpisode 9が放送中止になり、その後公式サイトでEpisode 9以降の当面の放送延期が発表された。放送再開の際には初回から放送する予定としていたが、TBSテレビでは、8月29日、9月5日・6日・12日・13日に本放送では未放送だったEpisode 9以降も含め、再放送された。
- 『水戸黄門（第42部）』（TBS）
3月14日に休止となった放送予定分は放送枠の都合で未放送となり、予定通り3月21日に最終回を放送した。
- 『24 -TWENTY FOUR- ファイナルシーズン』（テレビ東京）
震災に配慮して放送延期の予定だったが、廃枠のため放送中止。シーズン5を代替放送。

#### その他
- 『ゴールデンスランバー』（フジテレビ）
3月12日、「土曜プレミアム」枠で放映予定だったものを10月1日の当該枠へ延期。

## ラジオ番組
ラジオ番組においても様々な影響が起こっており、『震災情報 官邸発』（のち「政策情報 官邸発」）などといった震災関連の番組が企画されたり従来の番組に震災情報を取り入れるなどといった試みがなされている。有名人による被災者に対したラジオを通じた支援も活発に行われており、福山雅治はニッポン放送の24時間連続生放送の緊急特番に出演し、長渕剛は東日本大震災復興支援ラジオ・プログラムとして『長渕剛 RUN FOR TOMORROW 〜明日に向かって〜』をスタートさせている。

## 新聞・書籍・出版
- 地震直後には各新聞社から号外が発行され、翌日以降の新聞の多面を震災に関する情報が占めている。
- 週刊誌など数多くの雑誌でも震災関連の特集が組まれ、表紙には惨状を表す写真が採用された。4月になると、震災の報道写真集や特別縮刷版、チャリティーブックなどといった書籍が各紙・出版社から出版されている。
- 吉村昭のノンフォクション『三陸海岸大津波』が震災後、急速に売れ行きを伸ばした[118]。発行元である文藝春秋には注文が相次ぎ、5万部が緊急増刷された。また、原子力発電に関する書籍の売り上げも大幅に伸びている。原子力発電所が存在する島根県では、震災後の1ヶ月だけで年間売り上げよりもはるかに多く売れている[119]。
- 『週刊漫画ゴラク』（日本文芸社）連載の『白竜LEGEND』で2月より連載中であった「原子力マフィア編」が、「東北地方太平洋沖地震による被害状況に鑑み」として、3月18日発売の4月1日号をもって中断となった[120]。のち、2013年に再開されている。
- 『ポケットモンスターSPECIAL』のコミック売り上げ1000万冊突破記念企画の一環として、マイファーストワイド版が3巻にわたって発売される予定であったが、4月27日発売予定の第2巻および5月27日発売予定の第3巻は「震災における諸般の事情の考慮として」発売を延期することになった。
- 大手人材サービス会社・リクルートの系列出版社であるメディアファクトリーから6月中旬に創刊された女性向け漫画雑誌『コミックジーン』は当初、4月中旬に発売予定としていた。しかし震災の影響を受け、また後述の事情もあり、発売が2ヶ月程度延期された。
- 震災直後には流通の混乱などの事情により、雑誌の発売日の延期、また合併号として発行することで発売回数を減らすなどの対応が行われた。また、ウェブ上での公開を行った雑誌もある。その後もインクや紙の供給不足が、特にグラビア用で継続しており、出版を遅らせたりグラビアページを減らした雑誌や書籍などがある。
- その他にも、被災地を支援するため震災・防災関連の電子書籍で無償で公開した出版社もある[121]。

## 映画・ビデオ

### 映画

#### 日本映画
- 『映画 プリキュアオールスターズDX3 未来にとどけ! 世界をつなぐ☆虹色の花』
3月19日から予定通り全国公開されたが、劇中での一部シーンが津波を想像させるということから、該当シーンをカットしての公開となった。なお、Blu-ray・DVD収録版は当初の内容通り収録されている。
- 『ゴーカイジャー ゴセイジャー スーパー戦隊199ヒーロー大決戦』
当初は5月21日からの公開予定であったが、震災に伴う制作スケジュール遅延のため、6月11日に公開が延期された[122]。
- 『のぼうの城』
9月17日から全国公開予定だったが、劇中に登場する水攻めの表現が時節柄相応しくない（津波を想像）として、2012年11月2日に公開延期となった[123]。

#### 日本国外の映画
- アメリカ映画『ヒア アフター』
2月19日から日本で公開していたが、2004年のスマトラ島沖地震で津波に襲われたヒロインの臨死体験のシーンがあったため、3月15日をもって上映を中止した[124]。その後、同年10月5日に日本でブルーレイ&DVDセットが発売された。
- アメリカ映画『ザ・ライト -エクソシストの真実-』
3月19日から日本で公開予定だったが、試写会とともに延期された[125]。
理由は「本編の内容が現在、日本が置かれている状況にふさわしくない」[126] としたほか、ガソリン不足や交通網の悪化によりプリントが劇場へ届いておらず、いつ届くかもわからないためということであった[127][128]。
その後3月30日に、プリント配送の目途が立ったとして4月9日の公開を発表した[129]。
- アメリカ映画『かぞくはじめました』・『ヨギ & ブーブー わんぱく大作戦』
ワーナー・ブラザース配給作品で、『かぞくはじめました』は3月26日、『ヨギ & ブーブー わんぱく大作戦』は4月2日公開予定であったが、交通網の混乱や計画停電実施による劇場運営への影響を配慮して、3月22日に公開中止を発表し、日本版公式サイトを閉鎖した。同年7月にそれぞれビデオスルーで発売された。
- 中国映画『唐山大地震 -想い続けた32年-』→『唐山大地震』
3月26日から日本で公開予定だったが、試写会（奇しくも九段会館で予定されていた）や舞台挨拶などともに延期、公開日未定とされた[130]。それから暫く続報が途絶えたが、2014年12月に入り、配給先の松竹が同作のタイトルを『唐山大地震』に変更した上で2015年3月14日公開を発表。延期から実に4年越しの封切となる[131]。
同作は2月22日にカンタベリー地震が発生した際は「アクションやスリルを楽しむ映画ではないこと」として公開延期などの措置は行わず、興行収入の一部をカンタベリー地震の義捐金として日本赤十字社へ寄付すると発表していた[132]。
- アメリカ映画『世界侵略: ロサンゼルス決戦』
ソニー・ピクチャーズ エンタテインメントは、4月1日から予定していた上映を9月17日に延期すると発表した[133]。
- 核をテーマにしたアメリカのドキュメンタリー映画『カウントダウンZERO』
パラマウント・ピクチャーズ・ジャパンは、4月16日から予定していた上映を9月1日に延期すると発表した[134][135]。
- 放射能をテーマにしたドキュメンタリー映画『100,000年後の安全』
秋からの公開予定だったが、前倒しで4月2日から公開された[136]。

### 映像ソフト
- 映像ソフトでは、ソニー・ピクチャーズ エンタテインメント、ワーナー エンターテイメント ジャパン、ソニー・ミュージックエンタテインメント、アニプレックス、20世紀フォックス、ゼティマ、ランティス、紀伊國屋書店が3月後半発売予定の商品の発売延期・中止を発表、アミューズソフトエンタテインメントやバップが発売した商品の出荷・配送遅延が生じる可能性があることを告知している。特にワーナーでは地震で生産工場が被害を受けており、今後の状況次第でさらなる変更があるとしている[137][138]。
- 『劇場版3D あたしンち 情熱のちょ〜超能力♪ 母大暴走!』のBD・DVDソフトがメディアファクトリーから2011年6月22日発売・DVDレンタル版も同日開始予定として公式サイトで3月18日付で告知されていたが、4月に“諸般の事情”を理由に発売時期を未定と発表し、11ヶ月後の2012年5月23日発売へと大幅延期となった。中でタチバナ家の自宅マンションがあることで全壊してしまうシーンが、震災を連想させることへの配慮と察せられる。

## コンピュータゲーム
- PlayStation 3 (PS3) 用ゲームソフト『絶体絶命都市4 -Summer Memories-』・『MotorStorm3 〜モーターストーム3〜』[139]
共に発売中止となり、理由は明言されていないが、『絶体絶命都市4 -Summer Memories-』は大地震に見舞われた都市を舞台としており、地震への配慮を指摘した報道がある[140]。『MotorStorm3 〜モーターストーム3〜』も、崩壊寸前の大都市を疾走するという設定から、地震への配慮がなされた可能性がある。なお、当初は「諸般の事情」により発売を延期し、発売日を未定としていた[141]。同様に荒廃した世界を舞台としたPS3用ソフト『龍が如く OF THE END』は一旦発売日未定になった[142] 後、6月9日に延期された[143]、「龍が如く がんばろう、日本!」のステッカーを新たに特典として封入した[144]。
『絶体絶命都市4 -Summer Memories-』については、当初の発売・販売元のアイレムソフトウェアエンジニアリングが同年にパチンコシミュレーター関連の専業企業に業態転換[注釈 4] したということもあり、アイレムソフトウェアエンジニアリングの同シリーズ開発スタッフであった九条一馬が設立した企業であるグランゼーラが絶体絶命都市シリーズの知的財産権を取得し、PS4に移行した上で同社から7年遅れの2018年11月22日に改めて発売された。
- Wii用ゲームソフト『桃太郎電鉄2012（仮）』
発売の正式発表前であったが、制作中止となった。ディレクターであるさくまあきらがウェブサイトで明かした。同作は日本全国の土地を鉄道で巡るボードゲームであるが、「被災地に、物件がないのは、悲しすぎるし、何事もなかったように、いままでの物件が堂々と登場するのも変だ」「『桃太郎電鉄』の出番は、東北が復興し始めたときにこそ、「東北はこんなに元気になっていますよ! 東北に来てください!」と宣伝することに、協力できるようにおもう」としていた[145]。その後、2012年初頭に同シリーズの新規開発終了宣言がなされ[146]、復興後の日本を舞台にした同作が開発されることはなくなったように思えた。
2016年12月22日、任天堂を発売元に『桃太郎電鉄2017 たちあがれ日本!!』が発売され、シリーズが復活することとなった。
- アダルトゲームソフト『アステリズム -Astraythem-』
茨城県水戸市のアダルトゲームブランド・チュアブルソフトが年内発売予定で開発・制作中であったが、年度末である3月末日に一時凍結を公式に発表した。震災により従来の業務体制を維持できなくなったことや、舞台となる架空の街「仙石市」を過去に巨大地震と大津波が襲ったという設定が作品の根幹に関わっていて変更困難であることがその理由であった[147]。その後、6月11日に発売日未定（少なくとも2012年以降発売とアナウンスされ、後に2012年6月29日発売予定となる）の形で開発再開を発表した。設定は変更しないものの、描写については「東日本大震災からの復興の精神を妨げるものとならないよう細心の注意を払う」よう制作を進めていくとコメントしている[148]。
- ニンテンドー3DS (3DS) 用ゲームソフト『ドラゴンクエストVII エデンの戦士たち』
PlayStation版からの変更点の一部として、特技「つなみ」（津波）が削除された。また、ハーメリア壊滅の原因が大洪水から大雨に変更された。
- 茨城県牛久市のアダルトゲームブランド・オービットも、主要スタッフが被災して1年間制作業務に参加できなくなったことから、開発中のタイトル1作を発売後にアダルトゲームブランドを無期限で休止すると発表している[149]。
- オンラインゲームの一部事業者およびタイトルは、停電によるサービス一時停止の可能性のほか、節電のためサービスを一時的に停止することを明らかにしている[150]。『週刊トロ・ステーション』も、3月18日に予定していた「トロ・ステーション」（72号）の配信を延期している[151]。

## 音楽
日本の音楽界においては、地震や計画停電の影響のみならず、福島第一原子力発電所事故により続発した日本国外アーティストの来日拒否という影響も受け、震災直後から公演などの中止や延期が相次いだ。また、日本国内の物流が一時救援物資の輸送など震災対応に追われた影響で、日本のレコード会社各社が2011年3月下旬に日本国内で発売予定であった音楽作品のリリースを一旦延期、ごく一部には中止する事態も発生した。

### クラシック音楽
2011年3月11日の本震により、当時来日中であったBBCフィルハーモニックが日本でのツアーを打ち切り、読売日本交響楽団が同月14日の東京での定期演奏会を中止した。また、仙台市青年文化センターとミューザ川崎シンフォニーホールが本震で被災して使用不可となったため、前者を本拠地とする仙台フィルハーモニー管弦楽団が同年6月まで、後者を本拠地とする東京交響楽団が2013年3月まで、それぞれ付近の他ホールを代用せざるを得なくなった。このほか、東京国際フォーラムの一部ホールが余震で一時使えなくなり、クラシック音楽祭ラ・フォル・ジュルネ・オ・ジャポンが大幅な規模縮減を強いられた。
そんななか、本震発生当日は、日本フィルハーモニー交響楽団がアレクサンドル・ラザレフ指揮の下、新日本フィルハーモニー交響楽団がダニエル・ハーディング指揮の下、それぞれ東京での定期演奏会を敢行。また、来日公演中であったチョン・ミョンフン指揮のチェコ・フィルハーモニー管弦楽団がツアーを続行し、ズービン・メータ 率いるフィレンツェ歌劇場も同月13日からの日本公演を予定通り開始した。
しかし、日に日に悪化が伝えられる原子力発電所事故により、チェコ・フィルはチェコ政府から、フィレンツェ歌劇場はフィレンツェ市からそれぞれ帰国命令が下り、揃って同月16日からの公演をキャンセル。それ以後、読売日本交響楽団常任指揮者のシルヴァン・カンブルラン、プラシド・ドミンゴ、ギドン・クレーメル、デニス・ラッセル・デイヴィス（以上 同年4月）、エリアフ・インバル、マルタ・アルゲリッチ、チョン・ミョンフン（以上 同年5月）、ファビオ・ルイージ率いるメトロポリタン歌劇場（同年6月）などは滞りなく来日し、また同震災直後に離日を強いられたズービン・メータ（同年4月）をはじめ、クリストフ・ルセ、ケント・ナガノ（以上 同年6月）などが急きょ訪日してチャリティー公演を実施したものの、ヒラリー・ハーン（同年3月）、新日本フィルハーモニー交響楽団音楽監督のクリスティアン・アルミンク、ウィーン少年合唱団（以上 同年4月）、アンネ＝ゾフィー・ムター、マリア・ジョアン・ピレシュ（以上 同年5月）、アンナ・ネトレプコ、ドレスデン・フィルハーモニー管弦楽団（以上 同年6月）など数多くのアーティストが同原発事故を理由に来日せず、多くの公演が中止へと追い込まれたり、内容の変更を余儀なくされた。

### ポピュラー音楽
音楽イベントでは、幕張メッセで開催予定であった同年3月19日・20日のGO! FES 2011 および同年4月のスプリングルーヴ 2011・パンクスプリング 2011 が中止となり、宮城県川崎町が会場のARABAKI ROCK FEST.11が開催時期を同年4月から同年8月に延期した。
日本国内アーティスト関連では、遊助が同年3月11日当日の日本武道館公演を急遽延期したほか、ジャニーズ事務所が所属歌手の同月中の公演をすべて中止し、本震災時日本でツアー中であったMr.Children、福山雅治、佐野元春、倖田來未 などが一部公演を中止ないし延期にした。また、同月26日から開始予定であった小田和正の日本国内ツアーが一部公演の延期や中止に伴い同年5月開始となり、同年4月から開始予定であった浜崎あゆみの同ツアーも同月中の公演の延期により翌5月からの開始に変更された。このほか、副次的影響として、スピッツがボーカル：草野マサムネの同震災に伴う急性ストレス障害発症のため、日本ツアー序盤である同年4月初旬の一部公演を延期するといった出来事も発生した。
Capsuleが3月にリリース予定だったアルバム『KILLER WAVE』が震災により5月に発売を延期し、タイトルも『WORLD OF FANTASY』に変更された。
日本国外アーティスト関連では、本震時日本へ向かう機上の人であったシンディ・ローパーが同年3月15日からの東名阪公演を予定通り敢行したが、同じく本震発生時日本へ移動中であったアイアン・メイデンが同月12日と翌13日のさいたまでの日本公演を中止し、日本ツアー中で本震当日大阪で公演を行ったジャック・ジョンソンが日本での残りの公演を、またケシャが同月22日から開始予定であった来日公演をそれぞれ延期した。その後は徐々に原発事故が影を落としていき、同月19日から日本ツアーを開始したニーヨが福島第一原子力発電所に近いことを不安視するクルー側の声を聞き入れて 最後の東京公演を急きょキャンセルしたのをはじめ、セルジオ・メンデスやレオン・ラッセルが同年4月の来日公演を中止し、ジャック・ジョンソンやケシャも結局公演を中止に切り替え、ビーディ・アイが同年5月から同年9月に、アヴリル・ラヴィーンが同年5月から翌2012年2月 にそれぞれ日本ツアーを延期するなど、公演の延期や中止が相次いだ。
これらの多くは原発事故ではなく「アーティストの都合」を理由に挙げたが、これ以外にも、2011年4月に長崎でのイベントに参加予定であったジミー・ペイジが当時英国政府が東京以北 を対象に渡航自粛を勧告していたことを理由に来日せず、また同年3月18日から東京でのテレビ出演や大阪での音楽イベントなどを予定していたKARAが、当時韓国政府が東京を旅行警報第1段階（滞在者への注意喚起）の指定地域にしていたことを理由に日本での日程をキャンセルするなど、直接渡航の妨げにならない理由を掲げて来日を拒否するアーティストもいた。
一方で、訪日を敢行するアーティストもおり、ジェーン・バーキンが同年4月に急きょ東京でチャリティー公演を催したほか、MR. BIG、ジョニー・ウィンター、Sum 41、カイリー・ミノーグ などが同年4月に、マルーン5、ジャスティン・ビーバー、ケイティ・ペリー、被災地の大船渡でボランティア活動にも参加したサラ・バレリス などが同年5月に、予定通り来日して公演を行った。

## インターネット・モバイル・IT
- 米Appleのモバイル端末iPad 2は、当初米国出荷日を3月11日、米国を除く各国の世界発売日を3月25日としていたが、震災発生のため日本での発売日を未定とした。のち、同年4月27日に発売[224][225]。
- ソフトバンクやソフトバンクグループ社長孫正義が東日本大震災の被災者に対するサポートを積極的に行っており、被災者の使用料を減免したり、親を失った孤児には18歳になるまで基本料、通話料を無料にするなどといった措置をとっている。Yahoo!などといったポータルサイトのトップには東日本大震災のコーナーが置かれている。
- 日本マイクロソフトはInternet Explorer 9（IE9）日本語版を日本時間の3月15日に他言語版と共に正式公開する予定だったが、今回の震災の影響で公開を延期した。その後、4月6日にIE9日本語版の公開日を日本時間の4月26日午前0時にすることを発表[226]、同日に公開した[227]。